# En spann jord i maskineriet
En spann jord i maskineriet (A Spaniard in the Works) är en bok från 1965 av John Lennon. Boken består av meningslösa berättelser och teckningar som liknar stilen i hans tidigare bok, På eget sätt. Det svenska bokförlaget Bakhåll publicerade 1997 boken i en engelsk och svensk utgåva, tillsammans med en CD som innehåller intervjuer och annat material av Lennon som tidigare aldrig släppts. Originaltiteln syftar på det engelska uttrycket "a spanner in the works".

## 1997 års CD-spår
1. "My Life" (Lennon) 2:30
2. "John Meets Yoko - Teacher/Pupil" (Lennon) 1:44
3. "Dear John" (Lennon) 4:10
4. "Cosmic Joke Number 9 / The Future Is Ours To See" (Lennon) 1:30
5. "Lord, Take This Makeup Off Me" (Lennon) 2:18
6. "Do It Yourself" (okänd) 1:13
7. "Make Love Not War" (Lennon) 3:13
8. "Groupies" (Lennon) 1:45
9. "Here We Go Again" (Lennon/Spector) 2:57
10. "What Does It Mean When You're Such A Pacifist That You Get Shot?" (Lennon) 0:57
11. "His Spirit Is Still Around" (Yoko Ono) 0:46